# Dichopygina aculeata
Dichopygina aculeata är en tvåvingeart som beskrevs av Vilkamaa, Hippa och Lyudmila Komarova 2004. Dichopygina aculeata ingår i släktet Dichopygina och familjen sorgmyggor. Arten är reproducerande i Sverige. Inga underarter finns listade i Catalogue of Life.